# Shajar Al-Durr
Shajar al-Durr (en árabe: "Árbol de Perlas") (Nombre real: al-Malika `Aṣmat ad-Dīn Umm-Khalīl Shajar ad-Durr (en árabe: الملكة عصمة الدين أم خليل شجر الدر) (apodado: أم خليل, Umm Khalil; madre de Khalil)) (? - 28 de abril de 1257, El Cairo) fue la segunda mujer musulmana (después de Razia Sultan de Delhi) en convertirse en monarca por derecho propio, no consorte o regente, en la historia islámica, aunque antes dos soberanas yemeníes las precedieron como cogobernantes reconocidas, disfrutando, al contrario que ellas, de largos y prestigiados reinados primero junto a sus esposos y después solas: Asma bint Shihab y su nuera Arwa al-Sulayhi. Shajar al-Durr fue la esposa de As-Sálih Ayyub, sultán de Egipto de la Dinastía ayubí y más tarde de Izz al-Din Aybak, sultán de Egipto de la dinastía Bahri.
En asuntos políticos, Shajar al-Durr jugó un papel crucial después de la muerte de su primer marido durante la Séptima Cruzada contra Egipto (1249-1250). Se convirtió en la sultana de Egipto el 2 de mayo de 1250, marcando el final del reinado ayubí y el comienzo de la época mameluca. Hay varias teorías sobre las raíces étnicas de Shajar al-Durr. Muchos historiadores musulmanes creían que era de origen beduino, circasiano, griego o turco, mientras algunos creían que era de origen armenio.

## Título
Varias fuentes afirman que Shajar Al-Durr tomó el título de sultana (árabe: سلطانه Sultanah), la forma femenina de sultán. Pero The Cambridge History of Islam cuestiona la afirmación, afirmando que "una forma femenina, sultana, no existe en árabe: el título sulṭān aparece en la única moneda existente de Shajar al-Durr". Sin embargo, los occidentales a menudo la llamaban sultana, porque en su perspectiva, la sultana se usaba para las mujeres y el sultán para los hombres.

## Antecedentes
Shajar al-Durr era de origen armenio o turco, y fue descrita por los historiadores como una mujer hermosa, piadosa e inteligente. Fue comprada como esclava por As-Sálih Ayyub en el Levante antes de que se convirtiera en sultán y lo acompañara a él y al mameluco Baibars (no al Baibars que se convirtió en sultán) a Al Karak durante su detención allí en 1239. Más tarde, cuando As-Salih Ayyub se convirtió en sultán en 1240, fue con él a Egipto y dio a luz a su hijo Khalil, que será llamado al-Malik al-Mansour. Algún tiempo después del nacimiento, As-Salih Ayyub se casó con ella.
En abril de 1249, As-Salih Ayyub, que estaba gravemente enfermo en Siria, regresó a Egipto y fue a Ashmum-Tanah, cerca de Damieta después de escuchar que el rey Luis IX de Francia había reunido un ejército cruzado en Chipre y estaba a punto de lanzar un ataque contra Egipto. En junio de 1249, los cruzados desembarcaron en la ciudad ya abandonada de Damieta, en la desembocadura del río Nilo. As-Salih Ayyub fue llevado en camilla a su palacio en la ciudad mejor protegida de Al Mansurah, donde murió el 22 de noviembre de 1249 después de gobernar Egipto durante casi diez años. Shajar al-Durr informó al emir Fakhr ad-Din Yussuf Ben Shaykh (comandante de todo el ejército egipcio) y a Tawashi Jamal ad-Din Muhsin (el eunuco principal que controlaba el palacio) la muerte del sultán, pero como el país estaba siendo atacado por los cruzados, decidieron ocultar su muerte. El cuerpo del sultán, en un cofre, fue transportado en secreto en barco al castillo en la isla al-Rudah en el Nilo. Aunque el fallecido sultán no había dejado ningún testamento sobre quién debería sucederlo después de su muerte, Faris ad-Din Aktai fue enviado a Hasankeyf para llamar a al-Muazzam Turanshah, el hijo del difunto sultán. Antes de morir, el soberano firmó una gran cantidad de papeles en blanco que fueron utilizados por Shajar al-Durr y el emir Fakhr ad-Din para emitir decretos y dar órdenes al sultanato y juntos lograron convencer a la gente y a los otros funcionarios del gobierno que el sultán solo estaba enfermo en lugar de muerto. Shajar al-Durr continuó preparando comida para el sultán y la llevó a su tienda. Los altos oficiales, los mamelucos y los soldados del sultán fueron ordenados, por voluntad del sultán "enfermo", a prestar juramento de lealtad al sultán, a su heredero Turanshah y al Atabeg Fakhr ad-Din Yussuf.

## Derrota de la Séptima Cruzada
La noticia de la muerte de As-Salih Ayyub llegó a los cruzados en Damieta y con la llegada de refuerzos liderados por Alfonso, el conde de Poitou, hermano del rey Luis IX, decidieron marchar hacia El Cairo. Una fuerza cruzada dirigida por el otro hermano de Luis IX, Roberto I de Artois, cruzó el canal de Ashmum (hoy conocido como Albahr Alsaghir) y atacó el campamento egipcio en Gideila, a tres kilómetros de Al Mansurah. El emir Fakhr ad-Din fue asesinado durante el repentino ataque y la fuerza cruzada avanzó hacia la ciudad de Al Mansurah. Shajar al-Durr estuvo de acuerdo con el plan de Baibars para defender Al Mansurah. La fuerza cruzada quedó atrapada dentro de la ciudad, Roberto de Artois fue muerto y la fuerza cruzada fue aniquilada por una fuerza egipcia y la gente del pueblo, liderada por los hombres que estaban a punto de establecer el estado que dominaría el Mediterráneo oriental durante décadas: Baibars al-Bunduqdari, Izz al- Din Aybak y Qalawun al-Alfi. 
En febrero de 1250, el hijo del fallecido sultán Al-Muazzam Turanshah llegó a Egipto y fue entronizado en Al Salhiyah ya que no tenía tiempo de ir a El Cairo. Con su llegada, Shajar al-Durr anunció la muerte de As-Salih Ayyub. Turanshah fue directamente a Al Mansurah y el 6 de abril de 1250 los cruzados fueron derrotados por completo en la batalla de Fariskur y el rey Luis IX fue capturado.

## Conflicto con Turanshah
Una vez que la Séptima Cruzada fue derrotada y Luis IX capturado, comenzaron los problemas entre Turanshah por un lado y Shajar al-Durr y los mamelucos por el otro. Turanshah, sabiendo que no tendría plena soberanía mientras Shajar al-Durr, los mamelucos y los antiguos guardias de su difunto padre estuvieran cerca, detuvo a algunos funcionarios y comenzó a reemplazar a los antiguos funcionarios, incluido el representante del sultán, con su propio grupo de seguidores que habían venido con él desde Hasankeyf. Luego le envió un mensaje a Shajar al-Durr mientras ella estaba en Jerusalén advirtiéndole y pidiéndole que le entregara las riquezas y joyas de su difunto padre. La solicitud y los modales de Turanshah afligieron a Shajar al-Durr. Cuando se quejó a los mamelucos sobre las amenazas y la ingratitud de Turanshah, estos, en especial su líder Faris al-Din Aktai, se enfurecieron. Además, Turanshah solía beber alcohol y cuando estaba borracho abusaba de las esclavas de su padre y amenazaba a los mamelucos. Turanshah fue asesinado por los mamelucos en Fariskur el 2 de mayo de 1250. Fue el último de los sultanes ayubíes.

## Ascenso al poder
Después del asesinato de Turanshah, los mamelucos y emires se reunieron en Consejo y decidieron instalar a Shajar al-Durr como el nuevo monarca con Izz al-Din Aybak como Atabeg (comandante en jefe). Shajar al-Durr fue informada de esto en la Ciudadela de la Montaña en El Cairo y estuvo de acuerdo. Shajar al-Durr tomó el nombre real de "al-Malikah Ismat ad-Din Umm-Khalil Shajar al-Durr" con algunos títulos adicionales como "Malikat al-Muslimin" (Reina de los musulmanes) y "Walidat al-Malik al -Mansur Khalil Emir al-Mo'aminin "(Madre de al-Malik al-Mansur Khalil Emir de los fieles). Fue mencionada en las oraciones de los viernes en las mezquitas con nombres como "Umm al-Malik khalil" (Madre de al-Malik Khalil) y "Sahibat al-Malik as-Salih" (Esposa de al-Malik as-Salih). Las monedas fueron acuñadas con sus títulos y ella firmó los decretos con el nombre "Walidat Khalil". Usar los nombres de su difunto esposo y su hijo muerto fue un intento de ganar respeto y legitimidad para su reinado como heredera del sultanato.
Después de rendir homenaje a Shajar al-Durr, el emir Hossam ad-Din fue enviado con el rey Luis IX, quien todavía estaba encarcelado en Al Mansurah, y se acordó que Luis IX saldría de Egipto con vida después de pagar la mitad del rescate que se le había impuesto antes y rendirse: Damieta a cambio de su vida. Luis rindió la ciudad y navegó a Acre el 8 de mayo de 1250, acompañado por unos 12.000 prisioneros de guerra liberados.

## Conflicto con los ayubíes
Las noticias del asesinato de al-Muazzam Turanshah y la ascensión de Shajar al-Durr como la nueva sultana llegó a Siria. Se pidió a los emires sirios que rindieran homenaje a Shajar al-Durr, pero se negaron y el representante del sultán en Al Karak se rebeló contra El Cairo. Los emires sirios en Damasco dieron la ciudad a an-Nasir Yusuf, el emir ayubí de Alepo y los mamelucos en El Cairo respondieron arrestando a los emires que eran leales a los ayubíes en Egipto. Además de los ayubíes en Siria, el califa abasí al-Musta'sim en Bagdad también rechazó el movimiento de los mamelucos en Egipto y se negó a reconocer a Shajar al-Dur como monarca. La negativa del califa a reconocer a Shajar al-Durr como la nueva sultana fue un gran revés para los mamelucos en Egipto debido a la costumbre durante la época ayubí de que el sultán podía ganar legitimidad solo a través del reconocimiento del califa abasí. Los mamelucos decidieron instalar a Izz al-Din Aybak como nuevo sultán. Se casó con Shajar al-Durr, quien renunció y le cedió el trono después de que ella hubiera gobernado Egipto como sultana durante aproximadamente tres meses. Aunque el período del gobierno de Shajar al-Durr como monarca fue de muy corta duración, fue testigo de dos eventos importantes en la historia: uno, la expulsión de Luis IX de Egipto, que marcó el final de la ambición de los cruzados por conquistar la cuenca mediterránea del sur; y dos, la caída de la dinastía ayubí y el nacimiento del estado mameluco que dominó el sur del Mediterráneo durante décadas.
Para complacer al califa y asegurar su reconocimiento, Aybak anunció que era simplemente un representante del califa abasí en Bagdad. Para aplacar a los ayubíes en Siria, los mamelucos nombraron a un niño ayubí llamado al-Sharaf Musa como co-sultán. Pero esto no satisfizo a los ayubíes y estallaron los conflictos armados entre los mamelucos y los ayubíes. El califa en Bagdad, preocupado por los mongoles que estaban asaltando territorios no muy lejos de su capital, prefería ver el asunto resuelto pacíficamente entre los mamelucos en Egipto y los ayubíes en Siria. A través de la negociación y mediación del califa que siguió al sangriento conflicto, los mamelucos que manifestaron su superioridad militar llegaron a un acuerdo con los ayubíes que les dio el control sobre el sur de Palestina, incluyendo Gaza y Jerusalén y de la costa de Siria. Por este acuerdo, los mamelucos no solo agregaron nuevos territorios a su dominio sino que también ganaron reconocimiento para su nuevo estado. Además del conflicto con los ayubíes de Siria, los mamelucos contrarrestaron con éxito graves rebeliones en el Medio y Alto Egipto. Entonces, Aybak, temiendo el creciente poder de los mamelucos Salihiyya que, con Shajar al-Durr, lo habían instalado como sultán, mando asesinar a su líder Faris ad-Din Aktai. El asesinato de Aktai fue seguido instantáneamente por un éxodo de mamelucos a Siria, donde se unieron a an-Nasir Yusuf. Mamelucos prominentes como Baibars al-Bunduqdari y Qalawun al-Alfi se encontraban entre los mamelucos que huyeron a Siria. Aybak se convirtió en el único y absoluto gobernante de Egipto después de que los mamelucos Salihiyya que apoyaban a Shajar al-Durr abandonaran Egipto y se volvieran contra él.

## Muerte
En 1257, las disputas y sospechas se habían convertido en parte de las relaciones entre Aybak, un sultán que buscaba seguridad y supremacía, y su esposa Shajar al-Durr, una ex sultana que tenía gran voluntad y manejó un país al borde del colapso durante una invasión externa. Shajar al-Durr quería seguir siendo la única autoridad de Egipto. Ocultó los asuntos del sultanato a Aybak; también le impidió ver a su otra esposa e insistió en que él se divorciara de ella. En cambio, Aybak, que necesitaba formar una alianza con un emir fuerte que pudiera ayudarlo contra la amenaza de los mamelucos que habían huido a Siria, decidió en 1257 casarse con la hija de Badr ad- Din, el emir ayubí de al-Mousil. Badr ad-Din advirtió a Aybak que Shajar al-Durr estaba en contacto con an-Nasir Yusuf en Damasco. Shajar al-Durr, sintiéndose en riesgo y traicionada por Aybak, el hombre al que ella había hecho sultán, lo mandó asesinar por criados mientras se estaba bañando. Él había gobernado Egipto durante siete años. Shajar al-Durr afirmó que Aybak murió repentinamente durante la noche, pero sus mamelucos (Mu'iziyya), liderados por Qutuz, no la creyeron y los criados involucrados confesaron bajo tortura. Shajar al-Durr y sus sirvientes fueron arrestados y los mamelucos de Aybak (los mamelucos Mu'iziyya) querían matarla, pero los mamelucos Salihiyya la protegieron y la llevaron a la Torre Roja donde se quedó. Los Mu'ziyyah instalaron al hijo de Aybak, al-Mansur Ali de quince años, como el nuevo sultán. El 28 de abril, las esclavas de al-Mansur Ali y su madre desnudaron y golpearon hasta la muerte a Shajar al-Durr. Su cuerpo desnudo fue encontrado tendido fuera de la ciudadela. Según el historiador Ibn Iyas, Shajar al-Durr fue arrastrada de los pies y arrojada desnuda desde la parte superior de la torre, con solo un paño alrededor de su cintura. Permaneció en el foso durante tres días, sin enterrar, hasta que una noche, una multitud llegó y le quitó la tela alrededor de la cintura porque era de seda con perlas y perfumada con almizcle. Los sirvientes que participaron en el asesinato de Aybak fueron ejecutados. 
Shajar al-Durr fue enterrada en una tumba, no lejos de la Mezquita de Ibn Tulun, que es una joya de la arquitectura funeraria islámica. En su interior hay un mihrab (nicho de oración) decorado con un mosaico del "árbol de la vida", ejecutado por artistas traídos de Constantinopla específicamente para este trabajo. La inscripción cúfica de madera que corre alrededor del interior de su tumba, aunque dañada, también es de artesanía extremadamente fina.